# Muteb Al-Mufarrij
Muteb Abdullah Al-Mufarrij (Riad, 19 de agosto de 1996) es un futbolista saudita que juega en la demarcación de defensa para el Al-Taawoun F. C. de la Liga Profesional Saudí.

## Selección nacional
Tras jugar en las categorías inferiores de la selección, finalmente hizo su debut con la selección de fútbol de Arabia Saudita en un partido amistoso contra Guinea Ecuatorial que finalizó con un resultado de 3-2 a favor del combinado saudita tras los goles de Mohammed Al-Khabrani, Abdullah Al-Shamekh y Abdulfattah Adam para Arabia Saudita, y un doblete de Emilio Nsue para Guinea Ecuatorial.

## Clubes
Actualizado al último partido disputado el 21 de septiembre de 2024.
| Club                      | País           | Año       | Partidos | Goles |
| ------------------------- | -------------- | --------- | -------- | ----- |
| Al-Hilal Saudi F. C.      | Arabia Saudita | 2017-2018 | 3        | 0     |
| Al-Taawoun F. C. (cedido) | Arabia Saudita | 2018-2019 | 22       | 0     |
| Al-Shabab (cedido)        | Arabia Saudita | 2019-2020 | 5        | 0     |
| Al Hilal Saudi F. C.      | Arabia Saudita | 2020-2024 | 27       | 1     |
| Al-Taawoun F. C.          | Arabia Saudita | 2024-     | 4        | 0     |